# Brian Ross

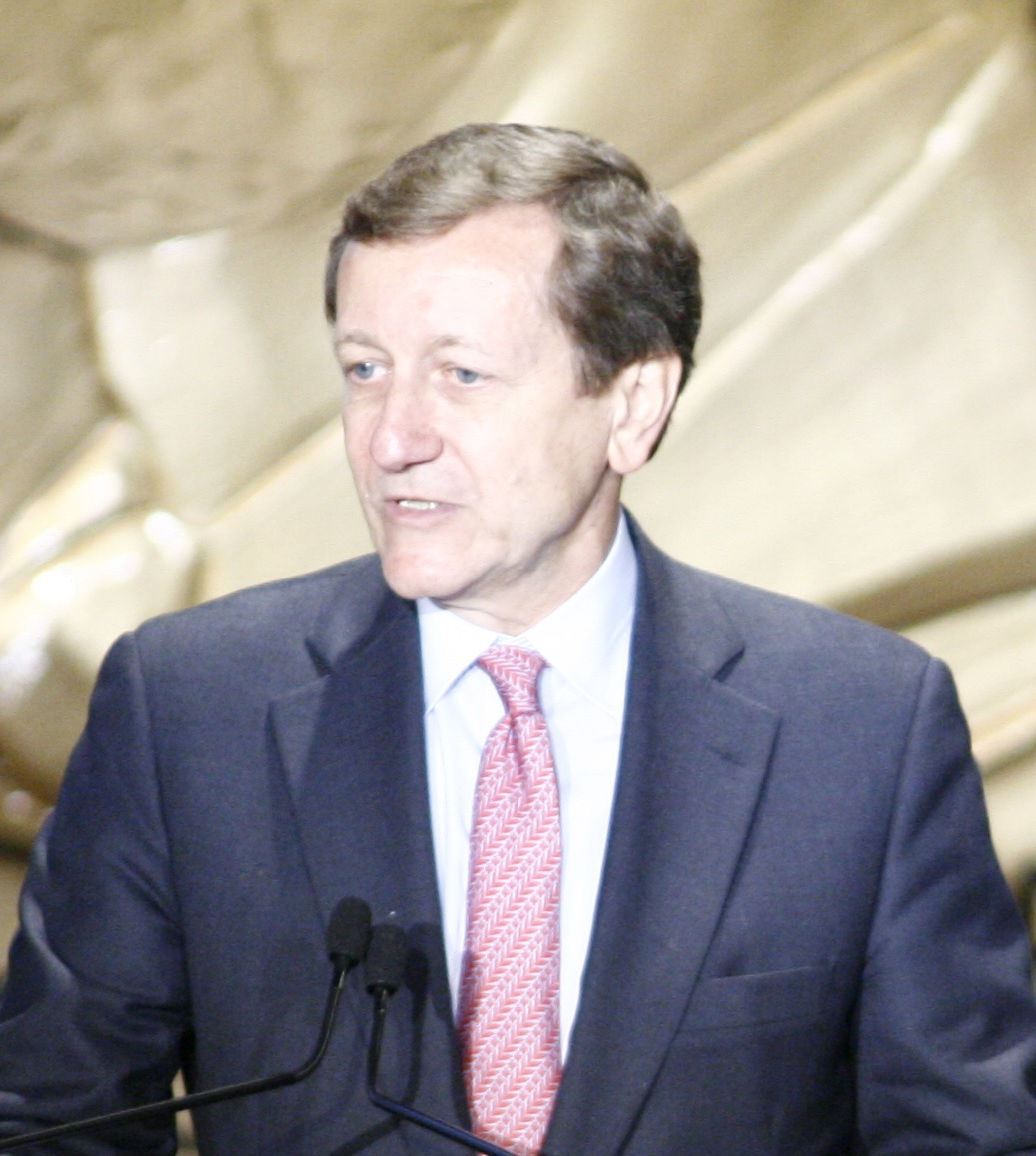
Brian Ross

Brian Ross ist ein US-amerikanischer Fernsehjournalist. International bekannt wurde er, nachdem er nach einer von ihm verbreiteten Falschmeldung zu den Russland-Verbindungen des Trump-Vertrauten und ehemaligen Nationale Sicherheitsberater Michael Flynn von seinem Sender ABC beurlaubt worden war.

## Leben
Brian Ross erlangte 1971 an der University of Iowa einen Abschluss in Journalismus. Anschließend arbeitete er für KWWL-TV in Waterloo, Iowa. Später wechselte er zu WCKT-TV in Miami, Florida und WKYC-TV in Cleveland, Ohio, bevor er schließlich 1975 Korrespondent für NBC News wurde. Bis zu seinem Wechsel zu ABC News 1994 arbeitete er für das NBC Network.
Ross wurde im Verlauf seiner Karriere immer wieder für Falschmeldungen kritisiert. Laut BBC hatte er u. a. behauptet, dass der Attentäter in einem Kino in Colorado Verbindungen zu einer Gruppe der konservativen Tea Party Bewegung gehabt habe.

## Falschmeldung zu Flynn 2017
Am 1. Dezember 2017 bekannte sich der frühere Nationale Sicherheitsberater Michael Flynn vor Gericht schuldig, gegenüber dem FBI über seine Russland-Kontakte gelogen zu haben. Ross meldete darüber hinaus, Flynn werde vor Gericht aussagen, dass Trump ihn während des Wahlkampfs zu einer Kontaktaufnahme mit Moskau aufgefordert habe. Trump war aber mit dieser Bitte erst an Flynn herangetreten, als er die Wahl bereits gewonnen hatte. Die nicht korrekte Meldung brachte die Aktienkurse an der Wall Street zum Schwanken.
ABC korrigierte Ross’ Bericht wenig später. ABC News teilte mit, seine Quelle habe vielmehr gesagt, Trumps Anweisung sei während der Übergangsphase zwischen der Präsidentschaftswahl von November 2016 und dem Amtsantritt Ende Januar 2017 erfolgt.
ABC News bedauerte den Fehler zutiefst und entschuldigte sich; der Bericht von Ross habe nicht die sonst bei ABC übliche Überprüfung erfahren. Der Sender suspendierte Ross für vier Wochen. Auf Twitter räumte dieser seinen Fehler ein und  befand seine Bestrafung für richtig: „Mein Job ist es, Menschen zur Rechenschaft zu ziehen, und deshalb bin ich einverstanden, wenn ich selbst zur Rechenschaft gezogen werde.“ Weniger als eine Stunde nach dem Statement twitterte Trump, dass er die Entscheidung von ABC begrüße.